# 小森秀人
小森 秀人（こもり ひでと、1979年7月28日 - ）は、日本のアニメーター、元アニメ監督。
初監督作品は2011年公開の劇場アニメ『劇場版 ハヤテのごとく! HEAVEN IS A PLACE ON EARTH』。性格は同作品の原作者である畑健二郎曰く「寡黙な好青年」とのこと。
2020年にはテレビアニメ『炎炎ノ消防隊 弐ノ章』でエンディングアニメーションのディレクター・2Dアニメーターを担当。
2022年に母が育った神奈川県座間市「らぁ麺 秀登」オープン。淡麗塩・清湯醤油の定番人気に加えて週替わりに味噌・担々麺など様々なラーメンを提供している。麺の種類も多彩で手打ち麺・ウイング麺・細麺。
イレギュラーではあるが、兼業でアニメーターも行っている。

## 参加作品

### テレビアニメ
2001年
- FF：U 〜ファイナルファンタジー:アンリミテッド〜（原画）
- まほろまてぃっく（原画）

2002年
- カスミン（原画）
- 七人のナナ（原画）
- サイボーグ009（原画）
- フルメタル・パニック!（原画）
- デジモンフロンティア（原画）
- 最終兵器彼女（原画）
- キディ・グレイド（原画）
- あずまんが大王（原画）
- PIANO（原画）
- まほろまてぃっく〜もっと美しいもの〜（原画）
- 超重神グラヴィオン（原画）

2003年
- ガンパレード・マーチ 〜新たなる行軍歌〜（原画）
- ヒカルの碁（原画）
- 遊☆戯☆王デュエルモンスターズ（原画）
- LAST EXILE（原画）
- D・N・ANGEL（原画）
- カレイドスター（原画）
- NARUTO（原画・OP原画、2003年・2005年・2006年）
- クロノクルセイド（原画）
- R.O.D -THE TV-（原画）
- PEACE MAKER鐵（原画）
- SAMURAI 7（原画）
- 妄想代理人（原画、2003年 - 2004年）
- サムライチャンプルー（作画監督・原画、2003年 - 2004年）

2004年
- 爆裂天使（OP原画）
- 絢爛舞踏祭 ザ・マーズ・デイブレイク（原画）
- 鋼の錬金術師（原画）
- 巌窟王（原画）
- KURAU Phantom Memory（原画）
- 交響詩篇エウレカセブン（原画）

2005年
- BLACK CAT（作画監督・原画）
- BLOOD+（原画）
- 甲虫王者ムシキング 森の民の伝説（原画）
- Ergo Proxy（作画監督・原画、2005年 - 2006年）

2006年
- すもももももも 地上最強のヨメ（原画）
- DEATH NOTE（作画監督）
- 天保異聞 妖奇士（原画）
- DARKER THAN BLACK -黒の契約者-（作画監督・原画）

2008年
- ソウルイーター（原画）
- ミチコとハッチン（作画監督・原画）

2009年
- 戦国BASARA弐（原画）
- 聖剣の刀鍛冶（プロップデザイン・絵コンテ・作画監督・原画）

2010年
- 君に届け（原画）
- さらい屋 五葉（作画監督・原画）
- 神のみぞ知るセカイ（絵コンテ・演出・3Dレイアウト）

2011年
- GOSICK -ゴシック-（原画）

2012年
- エウレカセブンAO（原画・OP原画・作画監督）

2014年
- ノラガミ（デザイン協力・作画監督・原画・OP原画）
- ソウルイーターノット!（演出・作画監督・原画）
- アカメが斬る!（原画）

2015年
- 血界戦線（OP原画）

2016年
- スカーレッドライダーゼクス（監督）

2018年
- 重神機パンドーラ（演出補佐・作画監督）

2019年
- Dr.STONE（絵コンテ）

2020年
- 炎炎ノ消防隊 弐ノ章（EDディレクター・2Dアニメーター）

2023年
- トニカクカワイイ（絵コンテ）

### 劇場アニメ
- 劇場版 鋼の錬金術師 シャンバラを征く者（原画、2005年）
- 時をかける少女（原画、2006年）
- 劇場版 ハヤテのごとく! HEAVEN IS A PLACE ON EARTH（監督・キャラクターデザイン、2011年）
- クレヨンしんちゃん オラの引越し物語 サボテン大襲撃（原画、2015年）
- 劇場版マクロスΔ 絶対LIVE!!!!!!（演出・作画監督、2021年）

### OVA
- ナコルル 〜あのひとからのおくりもの〜 郷里之畏友編（原画、2002年）
- アーケードゲーマーふぶき（原画、2002年）
- フロム I"s アイズ 〜もうひとつの夏の物語〜（原画、2002年）
- 王ドロボウJING in Seventh Heaven（原画、2003年）
- サブマリン707R（原画、2003年・2004年）

### Webアニメ
- おしえて北斎! -THE ANIMATION-（絵コンテ、2021年）

### ゲーム
- 新世紀エヴァンゲリオン 鋼鉄のガールフレンド2nd（原画、2003年）
- 朱 -Aka-（OP原画、2003年）
- 戦国BASARA（ムービーパート 作画監督・原画、2005年）
- ソウルイーター モノトーンプリンセス（アニメパート 絵コンテ・演出、2008年）
- 逆転裁判5（アニメーションキャラクターデザイン補佐・作画監督・原画、2013年）
- ドラゴンクエストX 目覚めし五つの種族 オフライン（ASSISTANT CUTCENE DESIGNER、2022年）